# Lysandra cinnus-obsoleta
Lysandra cinnus-obsoleta är en fjärilsart som beskrevs av Tutt 1910. Lysandra cinnus-obsoleta ingår i släktet Lysandra och familjen juvelvingar. Inga underarter finns listade i Catalogue of Life.